# Hipótese documental
A hipótese documental, desenvolvida por Julius Wellhausen, também conhecida como  Teoria das Fontes ou Crítica das Fontes, é a teoria segundo a qual os cinco primeiros livros do Antigo Testamento (chamados de Pentateuco) são resultado de uma composição a partir de quatro fontes principais: eloísta, javista, sacerdotal e deuteronomista.

## Crítica das fontes
A maioria dos estudiosos bíblicos modernos acreditam que a Torá (os cinco primeiros livros do Antigo Testamento) chegaram à sua forma presente no período pós-exílio (depois de 520 a.C.), quando tradições mais antigas, orais e escritas, "detalhes geográficos e demográficos contemporâneos, mas, ainda mais importante, as realidades políticas da época" foram levados em consideração. Os cinco livros são geralmente descritos na hipótese documental como se baseando em quatro "fontes" (entendidas como escolas literárias e não indivíduos): a fonte javista e a fonte eloísta (frequentemente entendidas como uma única fonte), a fonte sacerdotal e a fonte deuteronomista. Ainda há discussões sobre a existência e origem das fontes não-sacerdotais, mas a tese majoritária é que estas existiram e são posteriores ao exílio;
- Gênesis: composto principalmente de material sacerdotal e não-sacerdotal[5];
- Êxodo: uma antologia baseada em fontes de quase todos os períodos da história de Israel[6];
- Levítico: inteiramente sacerdotal e do período do exílio ou posterior[7];
- Números: uma edição sacerdotal de um original não-sacerdotal[8];
- Deuteronômio: originalmente um conjunto de leis religiosas, foi ampliado no início do século VI para servir de introdução para a história deuteronomística (os livros de Josué e Reis) e, posteriormente, foi separado desta história, ampliado e editado novamente e anexado à Torá[9].

## Histórico
Durante o século XVIII e no início do século XIX, a questão da autoria cedeu lugar ao grande problema das Fontes do Pentateuco. As observações que dependem da lógica literária levaram os exegetas à questão das “Fontes”. Assim, a questão das fontes passou a ser a questão do devir do Pentateuco durante os séculos XIX–XX. Na sua raiz é uma teoria baseada na aplicação dos pressupostos naturalistas de humanistas do século XVII e XVIII para o texto bíblico. 
O Pentateuco não foi escrito por Moisés e muito menos no seu tempo, mas sim cerca de quinhentos a mil anos após sua morte. Nesse período as fontes JEDP foram passando por processos editoriais e por compilações. Estas fontes são identificadas por quatro documentos distintos um dos outros, que teriam surgido em períodos e regiões distintas da história de Israel, e que em determinado momento foram sendo agrupados e editados até que chegasse a forma como o temos hoje.
Nos anos 1970 a Hipótese Documental como Wellhausen foi questionada. A existência de documentos fixos, separados, parecia ser um tanto implausível diante de novos dados literários, arqueológicos e editoriais. Assim, novas teorias de composição surgiram: suplementar, fragmentária, tradição oral e neo-documental. Porém, ficou como consenso que o Pentateuco foi composto por vários séculos nos meados do 1o Milênio a.C., o que afasta quaisquer possibilidades de autoria mosaica para o pentateuco canônico que hoje conhecemos.

## Implicação teológica
Uma implicação é que o autor dos incidentes históricos registrados no Pentateuco acaba por removido para uma distância de muitos séculos dos eventos que registra. Isso acarreta para algumas pessoas dúvidas acerca da confiabilidade do relato, pois na mentalidade da maioria das pessoas há uma relação diretamente oposta entre o lapso de tempo no registro de um evento e o grau de acuracidade de tal registro.
Muitos católicos conservadores, judeus tradicionalistas, evangélicos e fundamentalistas temem que a hipótese documental possa afetar suas fés. Entretanto, tomando como exemplo somente eruditos evangélicos conservadores, essa hipótese tem sido aceita por estudiosos como o erudito de estudos semíticos William Robertson Smith (1846–1894) que via na crítica textual uma "ferramenta necessária para capacitar fiéis inteligentes" a compreender a Bíblia e foi um pioneiro em estabelecer a forma final da hipótese suplementar da hipótese documentária. Outros expoentes conservadores que adotam versões da hipótese documental são o metodista A. S. Peake (1865–1929), Robert Menzies, teólogo das Assembleias de Deus americanas; e Edwin Yamauchi, historiador evangélico nipo-americano. A compreensão que a inspiração bíblica implica na articulação (a "expiração") por parte de agentes humanos, faz com que haja uma boa recepção da hipótese entre estudiosos acadêmicos.